# Provincia di Palawan
La provincia di Palawan è un arcipelago e una provincia delle Filippine. Il capoluogo della provincia è la città di Puerto Princesa. La maggior parte del territorio provinciale ricade sull'omonima isola. È la più grande provincia filippina e si estende da nord-est a sud-ovest tra Mindoro e il Borneo compresa tra il Mar Cinese Meridionale a nord e il Mare di Sulu a sud. È un coacervo di differenti gruppi culturali ed etnici (ne sono stati censiti 87) ed ha un immenso patrimonio naturalistico che è anche la base della sua sussistenza, sempre più legata al turismo.

## Geografia fisica
La Provincia di Palawan occupa circa 1800 piccole isole e isolotti. I principali gruppi sono:
- isola di Palawan;
- isola di Dumaran (a nord-est);
- le Calamian (a nord),
- le Isole Cuyo (a nord-est),
- le isole Balabac (a sud).

### Isola di Palawan
L'isola di Palawan, chiamata Pulaoan da Magellano che la raggiunse nel 1521, è di gran lunga la più estesa delle isole che compongono la provincia omonima con i suoi 11785 km² distribuiti su una lunghezza di 434 km e una larghezza variabile che non supera i 39 km. Oltre alle centinaia di chilometri di spiagge, equamente divise tra il lato nord-occidentale sul Mar Cinese Meridionale e il lato sud-orientale rivolto sul Mar di Sulu, l'entroterra è caratterizzato da un paesaggio collinare e montuoso, con rilievi anche importanti tra i quali spicca a sud il monte Mantalingajan (2085 m s.l.m.).
Palawan, inoltre, è sede di ben due siti dichiarati Patrimonio dell'umanità dall'UNESCO per il loro valore naturalistico: il parco naturale delle barriere coralline di Tubbataha (dal 1993), e il parco nazionale del fiume sotterraneo di Puerto Princesa (dal 2000).

## Geografia antropica

### Suddivisioni amministrative
La provincia di Palawan comprende una città indipendente e 23 municipalità.

#### Città
- Puerto Princesa

#### Municipalità
| - Aborlan - Agutaya - Araceli - Balabac - Bataraza - Brooke's Point - Busuanga - Cagayancillo - Coron - Culion - Cuyo - Dumaran | - El Nido - Kalayaan - Linapacan - Magsaysay - Narra - Quezon - Rizal - Roxas - San Vicente - Sofronio Española - Taytay |

## Storia
Palawan ha fatto parte della regione del Southern Tagalog fin quando la stessa è stata divisa in due nel 2002 e Palawan è entrata a far parte di una nuova regione denominata Mimaropa.
In precedenza (2001) gli abitanti di Palawan avevano espresso voto contrario all'adesione alla Regione Autonoma nel Mindanao Musulmano.
Nel 2005, per atto presidenziale, la provincia di Palawan è stata annessa alla regione di Visayas Occidentale. Questo trasferimento, avvenuto senza ottenere un consenso popolare attraverso un voto, ha fatto sollevare eccezioni che hanno portato ad emettere un nuovo decreto presidenziale che, in attesa di un pronunciamento definitivo, sospende il primo provvedimento di trasferimento. 
Nel 2016 la regione Mimaropa ha cambiato nome ufficiale da Regione IV-B a Regione Southwestern Tagalog: nel decreto veniva inclusa anche la provincia di Palawan come parte della regione, archiviando così l'ipotesi dell'annessione al Visayas Occidentale.

## Società

### Evoluzione demografica
La provincia di Palawan è la più grande per estensione territoriale (14896,3 km²), ma non tra le più popolate (682152 abitanti nel 2007), quindi con una densità inferiore ai 50 abitanti per km², è di fatto una delle meno densamente popolate. Considerando che nel capoluogo, Puerto Princesa, vivono circa 200000 persone, la densità media nel resto della provincia è di circa 32 ab./km².

### Etnie
La relativa scarsità di popolazione si incrocia con una elevatissima diversità etnica, sono infatti circa 90 i diversi gruppi etnici che vivono sulle circa 2000 isole della regione.
Il gruppo etnico più numeroso è costituito dai Palaweños, gli antichi abitanti delle isole, con i relativi sottogruppi (Cuyunon, Agutayanon, e Molbog). Altro gruppo importante sono i Palawanon che erano il popolo indigeno dell'isola di Palawan, la maggior parte vive oggi sugli altopiani intorno a Brooke's Point. Un piccolo sottogruppo dei Palawanons sono i Tau't Batu o Taw Batu (che nella lingua locale significa "popolo delle rocce"). Questi occupano il bacino di Singnapan, una depressione che si trova nella municipalità di Quezon, nel sud-ovest di Palawan, delimitata a est dal Monte Mantalingajan a e ovest dalla costa. Altri gruppi minoritari, ma di una certa importanza sono i Tagbanua che vivono nelle zone costiere al centro di Palawan, nella zona nord dell'isola e nelle isole Calamian, e i Batak (in lingua cuyonon "gente di montagna") che vivono nella zona nord-est di Palawan.

### Lingue e dialetti
Nella regione sono parlate un gran numero di lingue che si affiancano alla lingua nazionale, Tagalog, parlata dal 28% della popolazione locale. Fra queste le principali sono:
- Agutaynen;
- Batak;
- Cuyonon;
- Kagayanen;
- Tagbanwa;
- Central Tagbanwa;
- Calamian Tagbanwa;
- Brooke's Point Palawano;
- Central Palawano;
- Southwest Palawano;
- Molbog.

## Economia

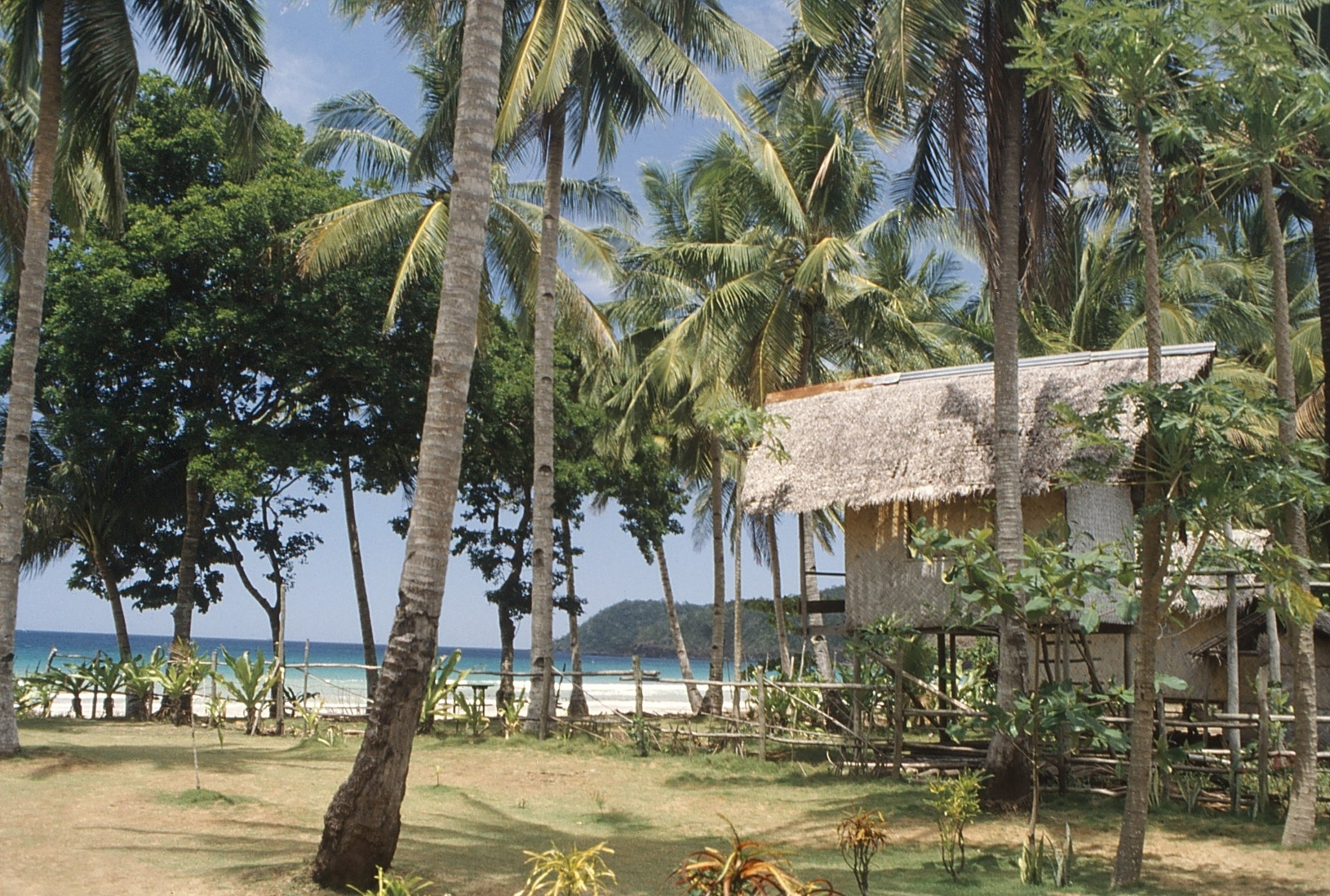
Un bahay kubo, tipica capanna in bambù su una spiaggia di Palawan

La ricchezza naturalistica e paesaggistica è tale da poter permettere a Palawan di poter vivere dello sfruttamento delle risorse turistiche. In parte però questo territorio deve superare una sorta di isolamento storico che tuttora non gli permette uno sviluppo adeguato, in parte il grande patrimonio di cui dispone è prezioso quanto fragile e necessita di una particolare salvaguardia e quindi di sostegni economici. Per questi motivi sono allo studio forme di ecoturismo che permettano lo sviluppo del settore e al tempo stesso assicurino il rispetto e la valorizzazione dell'ambiente.